# 小戸下組
小戸下組（こどしもぐみ）は、新潟県新潟市秋葉区の町字。郵便番号は956-0007。

## 概要
1889年（明治22年）から現在の大字。大通幹線排水路右岸に位置する。
もとは江戸時代から1889年（明治22年）まであった小戸新田字下組の区域の一部。

### 隣接する町字
北から東回り順に、以下の町字と隣接する。
- 栗宮
- 小戸上組
- 小屋場
- 子成場

※大通幹線排水路を挟んで川根と隣接。

## 歴史
- 1889年（明治22年）4月1日 : 合併により小鹿村の大字となり、村役場所在地となる。
- 1901年（明治34年）11月1日 : 合併により小合村の大字となり、村役場所在地となる。
- 1947年（昭和22年） : 小合村立小合中学校が開校。
- 1955年（昭和30年）4月1日 : 合併により新津市の大字となる。
- 2005年（平成17年）3月21日 : 合併により新潟市の大字となる。
- 2007年（平成19年）4月1日 : 新潟市の政令指定都市移行により、秋葉区の大字となる。

## 世帯数と人口
2018年（平成30年）1月31日現在の世帯数と人口は以下の通りである。
| 大字     | 世帯数  | 人口  |
| -------- | ------- | ----- |
| 小戸下組 | 111世帯 | 354人 |

## 小・中学校の学区
市立小・中学校に通う場合、学区は以下の通りとなる。
| 番地              | 小学校               | 中学校             |
| ----------------- | -------------------- | ------------------ |
| 19番地～22番地    | 新潟市立小合小学校   | 新潟市立小合中学校 |
| 27番地1～2308番地 | 新潟市立小合東小学校 | 新潟市立小合中学校 |

## 主な企業・施設
- 新潟市立小合中学校
- 小合郵便局
- 新津さつき農業協同組合（JA新津さつき） 本店

## 交通
- 国道460号